# Редер, Гленн
Гленн Виктор Редер (англ. Glenn Victor Roeder; 13 декабря 1955, Вудфорд, Англия, Великобритания — 28 февраля 2021) — английский футболист и футбольный тренер, выступавший на позиции защитника.

## Игровая карьера
Проходил обучения в школе футбольного клуба «Арсенал», дебютной командой стал «Лейтон Ориент». Позже перешёл в «Куинз Парк Рейнджерс» (1978—1983).
В 1984 году Редер перешёл по трансферу в «Ньюкасл Юнайтед», где в последующие пять лет сыграл почти в 200 матчах. С 1989 по 1992 год он играл за команду «Уотфорд». С 1992 по 1993 год играл за «Лейтон Ориент» и «Джиллингем» (в качестве играющего тренера).

## Тренерская и менеджерская карьера

### Ньюкасл Юнайтед
В июне 2005 года Гленн Редер стал менеджером «Ньюкасл Юнайтед». После отставки Грэма Сунесса в феврале 2006 года, Редер стал управляющим менеджером, ассистентом стал игрок команды Алан Ширер. Команде удалось занять седьмое место в чемпионате, позволявшее участвовать в розыгрыше Кубка Интертото. Председатель совета директоров команды Фредди Шепард назвал Редера первым кандидатом в главные тренеры Ньюкасла при условии, если он получит разрешение от руководства премьер-лиги, заменяющее отсутствующую у Редера лицензию УЕФА Про. Представители Ньюкасла указывали, что Редер был на полпути к получению этой лицензии, когда была обнаружена опухоль головного мозга. 3 мая 2006 года Премьер-лига отклонила просьбу, однако Шепарду удалось заручиться поддержкой руководства остальных девятнадцати команд лиги. С получением одобрения руководства премьер-лиги Редер 16 мая подписал двухлетний контракт с командой.
1 июня 2006 года Гленн Редер сообщил о назначении своим помощником Кевин Бонд, вместе с которым он работал в «Вест Хэме». В сентябре Бонд был уволен со скандалом. 22 октября 2006 года новым помощником стал бывший игрок «Мидлсбро» и менеджер «Вест Бромвич Альбион» Найджел Пирсон.
В 2006 году команда смогла стать обладателем Кубка Интертото, что стало первым трофеем команды с 1969 года. На экстренном заседании совета директоров клуба 6 мая 2007 года было объявлено об отставке Редера, так как команда в десяти последних матчах смогла победить только в одном. Его преемником 15 мая 2007 год стал Сэм Эллардайс.

### Норвич Сити
В октябре 2007 года Редер подписал контракт с руководством клуба из Чемпионшипа «Норвич Сити» на срок до 2010 года, условием было сохранение места в дивизионе и получение четырёх очков от зоны вылета. В первом сезоне команда смогла избежать вылета, были надежды и на выход в зону плей-офф.
В ходе матча с «Бристоль Сити» летом 2008 года Редер и его помощник Ли Кларк из-за агрессивной реакции на судейское решение дать команде соперника на 91 минуте штрафной удар в сторону «Норвича» (ставшего победным) подверглись дисциплинарным наказаниям. 25 июля Редер был оштрафован на 1000 фунтов стерлингов и получил запрет на посещение двух матчей. Кларк был обязан выплатить 500 фунтов и пропускал один матч.
В сезоне 2008/09 команда показывала плохие результаты в чемпионате, Редер был уволен после проигрыша «Чарльтон Атлетик» в третьем раунде Кубка Англии.

### Советник
С апреля по декабрь 2015 года Гленн Редер вместе с Адамом Пиарсоном работал советником тренера «Шеффилд Уэнсдей» Стюарта Грея.
В марте 2016 года Редер стал управляющим советником команды Второй футбольной лиги «Стивенидж».

## Смерть
Умер 28 февраля 2021 года в возрасте 65 лет от диагностированной 18 лет назад опухоли головного мозга.

## Достижения

### Тренерская карьера
Ньюкасл Юнайтед
- Победитель Кубка Интертото: 2006